# Salario de eficiencia
En economía, los salarios de eficiencia son un concepto que se encuadra en el nuevo keynesianismo (especialmente utilizado por los economistas Carl Shapiro y Joseph E. Stiglitz en 1984) para explicar la causa de una parte del desempleo de las economías de mercado contemporáneas.
En economía laboral, la hipótesis del salario de eficiencia argumenta que los salarios, al menos en algunos mercados, están determinados por más que simplemente oferta y demanda. Específicamente, señala el incentivo de los gerentes empresariales de pagar a sus empleados salarios mayores que el promedio del mercado para incrementar su productividad o eficiencia económica. Esta productividad laboral incrementada paga por los salarios relativamente altos. Esta teoría desempeña un papel importante en el análisis económico del mercado laboral.
Así, en el modelo del salario de eficiencia, el origen del desequilibrio se encuentra en un problema de acceso a la información: los empleadores no pueden conocer perfectamente el esfuerzo realizado por los asalariados en su trabajo y, en especial, si realizan el esfuerzo máximo. Con el objetivo de incitarlos a realizar un esfuerzo máximo, el empleador va a pagar al asalariado un poco más de lo que él puede esperar en otra empresa: este salario más elevado que el salario del mercado es el salario de eficiencia. Entonces, el asalariado tendrá todo el interés en realizar el máximo esfuerzo de manera que pueda permanecer en la empresa que le paga más. Por el contrario, si su salario se encuentra al nivel del punto de equilibrio del mercado, el asalariado no pierde nada al cambiar de empleo y, por tanto, puede "relajar" sus esfuerzos en el trabajo: es el salario de reserva. Según esta teoría, la tasa de salario mantiene una relación creciente con la productividad del empleado. No obstante, si los otros empleadores utilizan la misma estrategia, todos los salarios van a ser aumentados (al querer cada empleador asegurarse la motivación o eficiencia de sus propios asalariados). Esto tendrá como consecuencia la disminución de la demanda sobre el mercado laboral, porque el trabajo será más costoso y los empleadores tenderán  a contratar menos. El análisis keynesiano otorga el nombre de equilibrio de subempleo a este desequilibrio del mercado laboral que resulta en un desempleo en mayor cantidad.

## Visión de conjunto
Existen varios teorías (o "microfundaciones") sobre por qué los empleadores pagan salarios de eficiencia (salarios por encima de la tasa de mercado): 
- Evitar el shirking: Si es difícil medir la cantidad o calidad del esfuerzo de un trabajo --y los sistemas de tarifa a destajo o comisiones son imposibles--, puede haber un incentivo para el trabajador para realizar menos trabajo del acordado ("shirking"). Entonces, el empleador puede pagar un salario de eficiencia para crear o incrementar el costo de la pérdida del trabajo. La amenaza de despido puede ser usada para prevenir el "shirking" (o el riesgo moral).

- Minimizar la rotación de trabajadores: Al pagar salarios de eficiencia, el incentivo de los asalariados para renunciar y buscar empleos en otra parte es minimizada. Esta estrategia tiene sentido debido a que a menudo es costoso entrenar nuevos trabajadores.

- Selección adversa: Si el desempeño laboral depende de la habilidad de los trabajadores y los trabajadores difieren uno de otro en estos términos, las empresas con salarios más altos atraerán a trabajadores más capaces. Un salario de eficiencia significaría, entonces, que el empleador puede escoger entre distintos solicitantes para obtener el mejor posible.

- Teorías sociológicas: Los salarios de eficiencia pueden ser resultado de tradiciones. La teoría de George Akerlof supone que los salarios altos estimulan una moral alta, lo que aumenta la productividad.

- Teorías nutricionales: En los países en desarrollo, los salarios de eficiencia pueden permitir a los trabajadores alimentarse lo suficiente para evitar enfermedades y ser capaces de trabajar más arduamente y con mayor productividad.

## Shirking
El modelo de "shirking" parte del hecho de que los contratos completos raramente (o nunca) existen en el mundo real. Esto implica que ambas partes del contrato cuentan con algún margen de discreción; pero, frecuentemente, debido a problemas de monitoreo, es el lado del trato del asalariado el que está sujeto a la mayor discreción. Los métodos tales como el pago a destajo son a menudo impracticables debido a que el monitoreo es muy costoso o impreciso (o bien pueden basarse en medidas imperfectamente verificables por parte de los trabajadores, creando un problema de riesgo moral de parte del empleador). Entonces, el pago de un salario en exceso del punto de equilibrio de mercado puede proveer a los trabajadores de incentivos costo-efectivos para trabajar más.
En el modelo más simple de "shirking" (Shapiro and Stiglitz 1984), los trabajadores o bien trabajan o bien holgazanean, y si holgazanean tienen una cierta probabilidad de ser sorprendidos con el castigo de ser despedidas. El equilibrio de subempleo entonces trae consigo desempleo porque, para crear un costo de oportunidad para el "shirking", las empresas tratarán de incrementar sus salarios por encima del promedio de mercado (de manera que los trabajadores despedidos enfrenten una pérdida probable). Pero no todas las empresas pueden tener salarios más altos que el promedio, y el resultado es que los salarios se incrementan por encima del punto de equilibrio de mercado, creando un desempleo involuntario. Esto crea una alternativa de bajos ingresos que provoca la pérdida de valor del trabajo y sirve como un mecanismo disciplinario para el trabajador. Los trabajadores desempleados no pueden pujar por trabajos ofreciendo trabajar por salarios más bajos, dado que si son contratados, será de interés del trabajador holgazanear en su trabajo y no tiene una manera creíble de prometer no hacerlo. Shapiro y Stiglitz señalan que su presupuesto de que los trabajadores son idénticos (por lo tanto, no hay un estigma por ser despedido), es uno bastante fuerte y, en la práctica, la reputación puede actuar como un mecanismo disciplinario adicional. 
El modelo del "shirking" no predice (contrafactualmente) que la masa de desempleados en cualquier momento sea conformada por aquellos despedidos por el "shirking", debido a que si la amenaza asociada con ser despedido es efectiva, tendrá lugar poco o ningún "shirking" y despido. En vez de ello, los desempleados consistirán en un conjunto (rotativo) de individuos que hayan renunciado por razones personales, sean nuevos ingresantes al mercado laboral o hayan sido despedidos por otras razones.

## Modelo de disciplina laboral o regulación del esfuerzo
La aplicación del Salario de eficiencia se presenta en forma complementaria al monitoreo como forma de combatir el Riesgo moral de que los trabajadores evadan esfuerzos durante la jornada laboral. 
Samuel Bowles desarrolla una extensión de la Teoría de Shapiro-Stiglitz para caracterizar el funcionamiento del mercado de trabajo bajo los supuestos aquí presentes.
Sean las ecuaciones que definen el problema al que se enfrenta el trabajador:
- u = u (w, e) la función de utilidad por período del trabajador, con ∂u/∂w ≥ 0, ∂u/∂e ≤ 0. e es el esfuerzo por hora de trabajo que realiza un trabajador (puede simplificarse como la fracción de la hora que el trabajador trabaja, en oposición al tiempo que "holgazanea", siendo w el salario que el trabajador recibe por su trabajo.

- t = t(e, m) ∈ [0, 1] la probabilidad de que un trabajador pierda su empleo en el período, con ∂t/∂e < 0, ∂t/∂m > 0. Siendo m el nivel de gasto en monitoreo que el empleador realiza.

- v = [u(w, e) + (1-t(e)).v + t(e).z]/(1+i) la función de valor presente que un trabajador da a estar empleado, siendo la misma función de la utilidad del período actual u(w, e), el valor presente del empleo ponderado por la probabilidad de conservarlo (1-t(e)).v, el valor de reserva z ponderado por la probabilidad de perder el empleo t(e).z, y el ratio de valoración del tiempo 1+i.

El trabajador empleado va a elegir su nivel de esfuerzo para maximizar su utilidad inter temporal de forma que ∂v/∂e = 0, lo cual requiere que ∂u/∂e = ∂t/∂e (v-z).
De estas Condiciones de Primer Orden se puede despejar el nivel de esfuerzo e como función de w, m y z, obteniendo la función de mejor respuesta del trabajador: е = е(w, m; z) . Con ∂e/∂w > 0, ∂e/∂m > 0, ∂e/∂z < 0.
Por otra parte, sean las ecuaciones que definen el problema del empleador:
- y = y(h, e) + є el producto por período, con ∂y>0, ∂²y<0, siendo h el número de horas contratadas (o el número de trabajadores si asumimos que cada uno trabaja una hora), y є un término de error de media 0.

- π = y(h.e(w, m, z)) - (w + m).h, la función de beneficios que enfrenta la el empleador.

El empleador maximizará beneficios eligiendo los niveles de h, w y m de forma que ∂π/∂h = 0, ∂π/∂w =0, ∂π/∂m =0, lo cual requiere las siguientes condiciones de maximización: 
1. ∂e/∂w = ∂e/∂m = e/(w + m)
2. ∂y = (w + m)/e

La resolución del modelo, puede describirse de forma secuencial. Primero el empleador elige m y w para satisfacer la condición 1 de maximización, anticipando la función de respuesta de los trabajadores en e, obteniendo así la cantidad de horas contratadas h a partir de sustituir e* y m* en la condición 2. 
Finalmente sustituye e*, w*, m* y h* en su función de beneficios para resolver si es conveniente dedicar el capital a este fin, o existe una alternativa más provechosa.
Con el salario w* dado los trabajadores eligen el nivel de esfuerzo e*.

### Características del equilibrio
1. En general los trabajadores enfrentan restricciones de cantidad. Cuando v* > z existirán trabajadores idénticos recibiendo z (sin empleo) que preferirían recibir v, pero que no tienen la posibilidad de conseguir un empleo.
2. El resultado al que el modelo arriba sobre el intercambio de salarios por esfuerzo (w* y e*) no es Pareto eficiente. El trabajador elige el esfuerzo de forma que ∂v/∂e = 0 pero ∂π/∂e > 0, al tiempo que el empleador elige el salario que maximiza su función de beneficios ∂π/∂w = 0 mientras que ∂v/∂w > 0. Existiendo posibles mejoras de eficiencia a partir de pequeños aumentos de e y w, que aumentarían la utilidad de ambas partes.
3. En el equilibrio competitivo se contratarán factores no productivos, como es el caso del monitoreo m, que no ingresa en la función de producción pero la empresa destina recursos a ellos porque contribuye a sus objetivos de otra forma.
4. El equilibrio competitivo es técnicamente ineficiente, dado que existe una dotación alternativa en la que el mismo producto se genera con menos de un recurso y nada más de ningún otro. Dado que tanto el monitoreo como los salarios son costosos para el empleador, pero sólo el monitoreo tiene un costo social, tenemos una solución en la que el costo marginal privado difiere del costo marginal social. Más estímulos y menos castigos generarían una solución con mayor eficiencia técnica.
5. El equilibrio también se caracteriza por ineficiencias en sentido Pareto en las condiciones de trabajo. Si introducimos al modelo un factor α que representa condiciones del trabajo tales como el horario flexible, o un clima de trabajo respetuoso y seguro, esta variable quedará subrepresentada de la misma forma que sucede con el salario en la segunda condición. Mientras que en el equilibrio ∂π/∂α = ∂v/∂e = 0, ∂v/∂α > 0 y ∂π/∂e > 0. Existiendo también posibles mejoras de eficiencia a partir de pequeños aumentos de e y α, que aumentarían la utilidad de ambas partes.